# Rebecca Masika Katsuva
Rebecca Masika Katsuva (26 de maig de 1966 - 2 de febrer de 2016) va ser una activista i supervivent d'una agressió sexual procedent de la República Democràtica del Congo.
Va fundar l'Associació de Persones Desheredades Unides per al Desenvolupament (APDUD) i defensa els drets dels supervivents, inclosos els nens de la regió del Sud-Kivu de la RDC.

## Biografia
Durant la Segona Guerra del Congo el 1999, els atacants van matar el marit de Katsuva i la van atacar sexualment a ella i a les seves filles, que en aquell moment tenien 13 i al 14 anys. Les seves filles van quedar embarassades a conseqüència de les agressions, i Katsuva i les seves filles es van veure obligades a abandonar la seva llar després de ser desheredades i expulsades pels familiars del seu marit. Katsuva va ser violada quatre vegades per soldats i membres de les milícies. El gener de 2009, els ex-insurgents, recentment integrats a la guerra del Congo, van violar a Katsuva per quarta vegada i li van dir que l'havien atacat perquè els havia acusat d'assaltar dones. Va adoptar 18 nens nascuts de mares que van patir agressions sexuals.

## Trajectòria
El 1999, Katsuva va fundar a casa seva un centre escolar anomenat casa escolta, en una zona aïllada i conflictiva de RDC. El 2002 va canviar el nom del seu centre al nom actual. El centre serveix de refugi a les dones que volen recuperar-se dels actes violents patits i proporciona ajuda mèdica a través de gairebé 50 cases per a les dones. El centre de Katsuva ajuda unes 180 dones. A la dècada del 2010 l'entitat ha ajudat a més de 6.000 supervivents de violacions.
Katsuva va rebre el premi Ginetta Sagan Award for Women's and Children's Rights de part d'Amnistia Internacional dels EUA, que es va anunciar a la reunió anual de l'organització celebrada a Nova Orleans del 9 a l'11 d'abril de 2010.